# Stina Svensson (långdistanslöpare)
Stina Svensson, född 11 juni 1973, är en svensk ultralöpare. Hon blev 2015 europamästare i 100 km landsväg lag tillsammans med Kajsa Berg och Frida Södermark. Hon tävlar inhemskt för klubben Fredrikshofs FIF.

## Meriter

### 2015
- VM och EM 100 km i Winschoten, samma lopp för alla tävlingarna, tid 07:38:15:
  - 7:e placering individuellt i VM[5]
  - 2:a placering lag i VM[1]
  - 5:e placering individuellt i EM[6]
  - 1:a placering lag i EM[1]

- SM-guld på 100 km landsväg[3]

## Personliga rekord
- Maraton – 2:57:41 (Stockholm 30 maj 2015)[7][4]
- Maraton – 2:57:49 (Marrakech, Marocko 31 januari 2016)[8]
- 100 km landsväg – 7:38:15 (Winschoten, Nederländerna 12 september 2015)[4][8]